# Jordan Lafond
Pour les articles homonymes, voir Lafond.
Jordan Lafond, né le 28 février 1978, est un guitariste canadien principalement connu pour son travail avec le groupe OBSESSION - Hommage à Éric Lapointe et sa contribution pour des artistes dits "de la relève" tels que Thomas Bélair-Ferland et Johanne Lefebvre, finaliste de la célèbre émission de télévision "LA VOIX".

## Carrière
À la suite de plusieurs années de carrière au sein de différents groupes de reprises comme U-Turn et Alcatraz, de groupes de compositions originales comme Blind Faith, Lady Gonzalez et West from East et de groupes rendant hommages à des artistes reconnus comme Metallica, Megadeth, Journey et Deep Purple. Jordan poursuit une carrière active en tant que guitariste soliste de la formation OBSESSION mais également en tant qu'artiste solo. Il a également remporté avec Johanne Lefebvre, "Le plus beau rythme du Québec 2007", en première partie de Kaïn au Festival d'été de Québec 2007 sur les plaines d'Abraham. Il a aussi été en tête d'affiche avec OBSESSION lors du BBQ privé d' Éric Lapointe en juin 2008 pour fêter son million d'albums vendus. Il possède également le studio d'enregistrement Studio - ELEVEN 51 situé dans la ville de Québec où il travaille à la création musicale.

## Style musical
Sa technique a été influencée par des guitaristes tels que Steve Lukather, Neal Schon, Eddie Van Halen, Paul Gilbert et Richie Kotzen. De plus, son jeu de guitare innovateur et très dynamique fait de lui un guitariste particulier par son style mariant les riffs rock et les solos mélodiques.